# Шереметев, Борис Сергеевич
Бори́с Серге́евич Шереме́тев (23 декабря 1822 (4 января 1823) — 28 декабря 1906) — композитор-дилетант, главный смотритель Странноприимного дома в Москве. Происходил из нетитулованной ветви рода Шереметевых.

## Биография
Борис Сергеевич был младшим из десяти детей в семье Сергея Васильевича Шереметева (1786—1837) и его супруги Варвары Петровны, урождённой Алмазовой (1786—1857). В своих в записках мать писала: «Боринька родился 1822 го Декабря 23 дня, в суботу 5 час и 50 минут утра». Крещен 1 января 1823 года в церкви Харитоновской в Огородниках при восприемстве брата Василия и М. П. Блахиной. Детство его прошло в подмосковном имении Михайловское.
В 1836 году Шереметев поступил в Пажеский корпус, по окончании которого в 1842 году начал службу в лейб-гвардии Преображенском полку. Обладая приятной внешностью, в Петербурге был прозван «Адонисом». Прапорщик (8 августа 1842). 12 марта 1846 года из подпоручиков уволен к статским делам титулярным советником.
Выйдя в отставку, Борис Сергеевич в течение пяти лет путешествовал по разным странам, встречаясь с европейскими знаменитостями. О своей встрече с Россини Шереметев впоследствии рассказывал: «Пришёл к нему в дом, велел доложить. Приняли, вхожу в переднюю, вижу сухие лимоны лежат. Жена была очень скупая. Россини сидел не то в полушубке, не то в халате. Нос в табаке. Парик на бок. Был очень любезен.»
С началом в 1853 году Крымской войны Шереметев вступил в дружину ополчения Московской губернии, где командовал ротой. В 1857—1859 годах Борис Сергеевич избирался депутатом Дворянского собрания по Волоколамскому уезду. В 1875—1878 годах — предводитель дворянства этого же уезда.

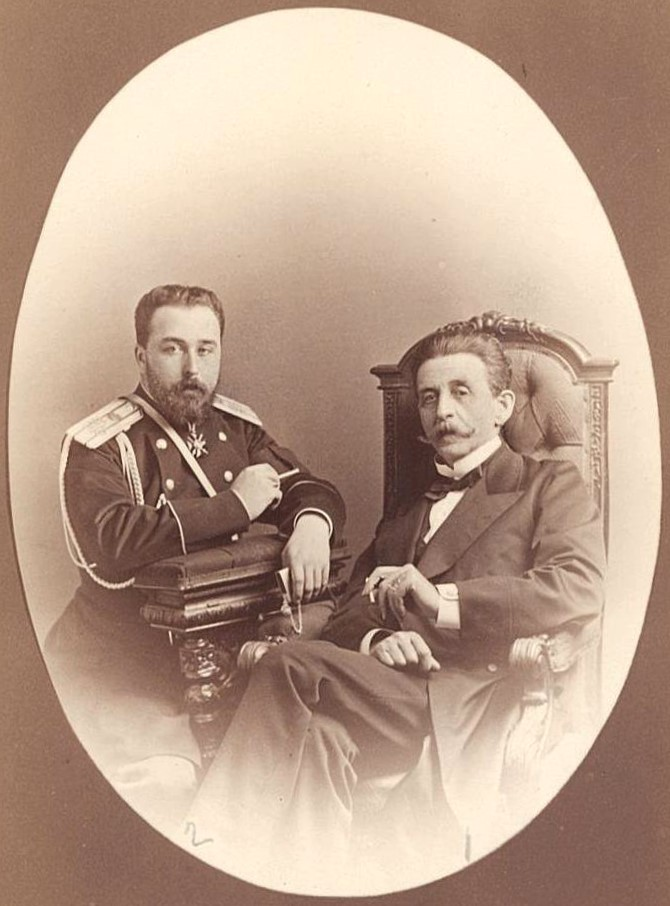
Борис Сергеевич (справа) с С. Д. Шереметевым. Около 1880 г.

В 1881 году Борис Сергеевич был назначен главным смотрителем Странноприимного дома, который принадлежал его племяннику графу Сергею Дмитриевичу Шереметеву. Вместе с супругой Ольгой Николаевной он поселился у Сухаревской башни в двухэтажном флигеле в саду Шереметевской больницы. 
Хозяина дома, Бориса Сергеевича, до обеда, подававшегося в 6 часов, никто, кроме его камердинера, не видел. Его распорядок дня был весьма своеобразен: он вставал не ранее 4-5 часов дня, долго совершал свой туалет, обедал, принимал рапорт делопроизводителя больницы Ильи Семеновича Петухова, вечером играл в винт или пикет с кем-нибудь из гостей. Когда все расходились, он читал «Московские ведомости», просматривал отчёты по больнице и, страдая бессонницей, принимался бродить по дому, ища какого-нибудь собеседника.
Будучи гостеприимным по своей натуре, Борис Сергеевич любил собирать с своём доме гостей и членов многочисленной семьи Шереметевых, по воскресеньям к ним приезжало до 20 человек, включая врачей больницы.
Борис Сергеевич был большим любителем книг. Он унаследовал и продолжил наполнять библиотеку, которую в селе Волочаново собирали его дед и отец. Ещё одним увлечением Бориса Сергеевича была музыка. Первое музыкальное произведение было написано им в одиннадцать лет и было посвящено племяннице Вареньке, которой исполнился год. В 1859 году Борис Сергеевич написал романс «Я вас любил» на слова А. С. Пушкина и посвятил его графине Берте Мольтке. Им же были написаны романсы: «Еще томлюсь тоской» на слова Ф. Тютчева, «Средь шумного бала» и «Грядой клубится белою» на слова графа А. К. Толстого, «Мне не к лицу шутить» на слова кн. В…; «Марш, сочинённый в 1855 году для волоколамской дружины», «Полька e-moll», «Mazurka: Pour piano», «Polka: Pour piano», «Pakrovsky-valse: Pour piano» и другие.

Последние годы Борис Сергеевич болел подагрой, передвигался с трудом и большую часть времени проводил в гостиной, укутав ноги пледом. 
Уже с осени Борис Сергеевич стал заметно слабеть, а с декабря начал заговариваться. И наяву и в бреду главной думой его были революционные события в России, с которыми он никак не мог примириться. Когда кто-то пожаловался в его присутствии, что на улицах Москвы развелось много хулиганов, он вздохнул и сказал: «Вокруг престола много хулиганов, вот что нехорошо!», потом посмотрел на портреты предков и добавил: «Если бы они сошли со стен, что бы они сказали!»
Борис Сергеевич Шереметев скончался 28 декабря 1906 года и был похоронен в Новоспасском монастыре.
В 1910 году его внучатый племянник, граф Павел Сергеевич Шереметев, издал свою книгу «Борис Сергеевич Шереметев».

## Семья

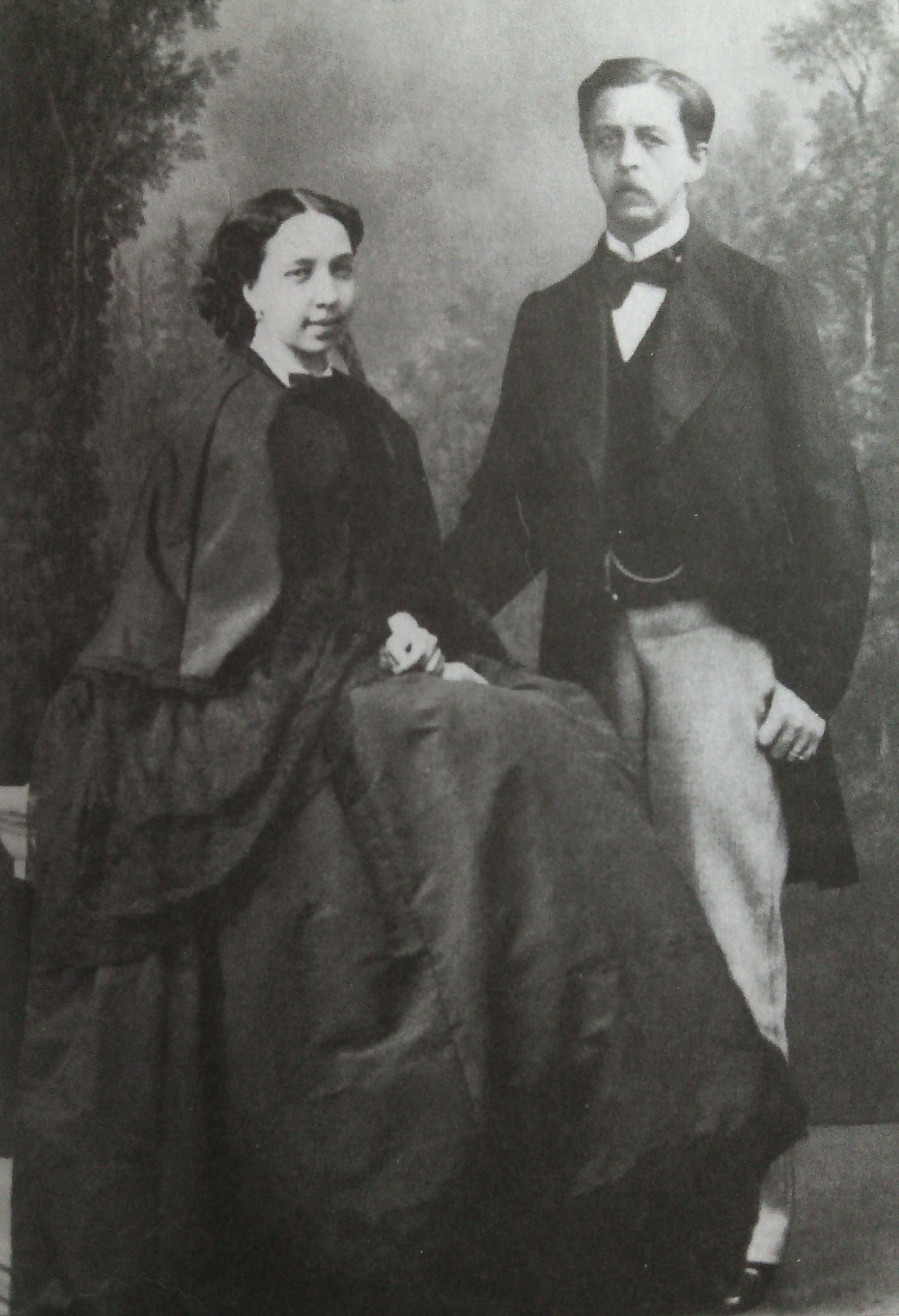
Борис и Ольга Шереметевы

11 ноября 1860 года Борис Сергеевич женился на Ольге Николаевне Шиповой (1842—1915), дочери богатого московского помещика Николая Павловича Шипова и Дарьи Алексеевны, урождённой Окуловой. Граф Сергей Дмитриевич Шереметев писал: «В ноябре 1860 года, совершенно для себя неожиданно, получил я разрешение, … ехать в Москву — на свадьбу дяди Бориса Сергеевича Шереметева. …В первый раз приходилось бытьшафером, и я этим очень гордился. …Свадьба была в нашей домовой церкви Знамения. Потом поехали в Шиповский дом на Лубянку, куда приглашена была вся Москва.» По мнению Т. А. Аксаковой-Сиверс, брак этот был заключён по расчёту. Невеста была «очень некрасива собой», но «будучи очень религиозной и обладая покладистым, неунывающим характером, стойко переносила все невзгоды.» В приданое Ольга Николаевна получила более 200 тыс. рублей, кроме того, отец и позже всегда ей помогал и оплачивал карточные долги зятя. В браке родились 4 сына и дочь:
- Сергей (1862—1864);
- Николай (1863—1935) — действительный статский советник, начальник Московского удельного округа; член Литературно-драматического и музыкального общества им. Островского. Актёр Малого театра, сценическая фамилия — Юрин. В 1899—1914 годах женат на Александре Гастоновне Сиверс (ок. 1870—1952), урождённой Эшен (в первом браке супруга Александра Александровича Сиверса (1866—1954), в третьем — князя Владимира Алексеевича Вяземского);
- Борис (1867—1919) — чиновник по поручениям при московском градоначальнике, с 1910 года женат на Ольге Геннадиевне Чубаровой (1885—1941), которая во втором браке с 1935 года была за Александром Александровичем Сиверсом (1866—1954);
- Василий (1869—1923) — выпускник Московской мужской гимназии, служил земским начальником в Бронницком уезде. Женат на Евгении Александровне Романович (1877—1910), дочери начальника ст. Вешняки. Супруга умерла молодой, оставив 4-х детей.
- Дарья (1872—1929) — с июня 1900 года супруга московского вице-губернатора Александра Сергеевича Фёдорова (1853—1910).